# Summer World University Games 2025/Teilnehmer (Vereinigte Staaten)
| Gelbes Symbol für Goldmedaillen mit stilisierten Olympischen Ringen | Graues Symbol für Silbermedaillen mit stilisierten Olympischen Ringen | Braundes Symbol für Bronzemedaillen mit stilisierten Olympischen Ringen |
| ------------------------------------------------------------------- | --------------------------------------------------------------------- | ----------------------------------------------------------------------- |
| 28                                                                  | 27                                                                    | 29                                                                      |

Die Vereinigten Staaten nahmen an den Summer World University Games 2025 vom 16. bis zum 27. Juli mit 302 Athleten (161 Männer und 141 Frauen) teil.

## Medaillen

### Medaillenspiegel
| Rang   | Sportart                | Gold | Silber | Bronze | Gesamt |
| ------ | ----------------------- | ---- | ------ | ------ | ------ |
| 1      | Schwimmen               | 27   | 12     | 11     | 50     |
| 2      | Taekwondo               | 1    | 1      | 5      | 7      |
| 3      | Wasserspringen          | –    | 4      | 5      | 9      |
| 4      | Leichtathletik          | –    | 4      | 1      | 5      |
| 5      | Basketball              | –    | 2      | –      | 2      |
| 5      | Wasserball              | –    | 2      | –      | 2      |
| 7      | 3×3-Basketball          | –    | 1      | 1      | 2      |
| 8      | Bogenschießen           | –    | 1      | –      | 1      |
| 9      | 3×3-Rollstuhlbasketball | –    | –      | 2      | 2      |
| 10     | Badminton               | –    | –      | 1      | 1      |
| 10     | Beachvolleyball         | –    | –      | 1      | 1      |
| 10     | Rudern                  | –    | –      | 1      | 1      |
| 10     | Turnen                  | –    | –      | 1      | 1      |
| Gesamt | Gesamt                  | 28   | 27     | 29     | 84     |

### Medaillengewinner
| Name/n | Sportart                | Wettkampf                   |
| --- | ----------------------- | --------------------------- |
| Gold |                         |                             |
| Matthew King | Schwimmen               | 50 m Freistil               |
| Matthew King | Schwimmen               | 100 m Freistil              |
| Jacob Mitchell | Schwimmen               | 200 m Freistil              |
| Benjamin Delmar | Schwimmen               | 200 m Brust                 |
| Daniel Diehl | Schwimmen               | 200 m Rücken                |
| Jack Dahlgren | Schwimmen               | 200 m Schmetterling         |
| Maxine Parker | Schwimmen               | 50 m Freistil               |
| Cavan Gormsen | Schwimmen               | 200 m Freistil              |
| Mila Nikanorov | Schwimmen               | 800 m Freistil              |
| Kate Hurst | Schwimmen               | 1500 m Freistil             |
| Emma Weber | Schwimmen               | 50 m Brust                  |
| Emma Weber | Schwimmen               | 100 m Brust                 |
| Helen Noble | Schwimmen               | 100 m Rücken                |
| Leah Shackley | Schwimmen               | 50 m Rücken                 |
| Leah Shackley | Schwimmen               | 200 m Rücken                |
| Leah Shackley | Schwimmen               | 100 m Schmetterling         |
| Tessa Howley | Schwimmen               | 200 m Schmetterling         |
| Leah Hayes | Schwimmen               | 200 m Lagen                 |
| Leah Hayes | Schwimmen               | 400 m Lagen                 |
| Mitchell Schott Owen McDonald David King Matthew King (Finale) Camden Taylor (Vorlauf) | Schwimmen               | 4 × 100 m Freistil Männer   |
| Mitchell Schott Jack Dahlgren Baylor Nelson (Finale) Jake Mitchell (Finale) Owen West (Vorlauf) Ryan Erisman (Vorlauf)                                                                    | Schwimmen               | 4 × 200 m Freistil Männer   |
| William Modglin Benjamin Delmar Kamal Muhammad Matt King Owen McDonald (Vorlauf) Nathaniel Germonprez (Vorlauf) Matthew Klinge (Vorlauf) Mitchel Schott (Vorlauf)                         | Schwimmen               | 4 × 100 m Lagen Männer      |
| William Modglin Benjamin Delmar Leah Shackley Maxine Parker David King (Vorlauf) Nathaniel Germonprez (Vorlauf) Ella Welch (Vorlauf) Isabel Ivey (Vorlauf)                                | Schwimmen               | 4 × 100 m Lagen Mixed       |
| Matthew King David King Isabel Ivey Maxine Parker Owen McDonald (Vorlauf) Mitchell Schott (Vorlauf) Caroline Larsen (Vorlauf) Julia Dennis (Vorlauf)                                      | Schwimmen               | 4 × 100 m Freistil Mixed    |
| Caroline Larsen Julia Dennis Isabel Ivey Maxine Parker (Finale) Leah Hayes (Vorlauf) | Schwimmen               | 4 × 100 m Freistil Frauen   |
| Leah Hayes Cavan Gormsen Lindsay Looney Isabel Ivey (Finale) Michaela Mattes (Vorlauf) | Schwimmen               | 4 × 200 m Freistil Frauen   |
| Kennedy Noble Emma Weber Leah Shackley Maxine Parker Teagan O'Dell (Vorlauf) Leah Hayes (Vorlauf) Ella Welch (Vorlauf) Isabel Ivey (Vorlauf)                                              | Schwimmen               | 4 × 100 m Lagen Frauen      |
| Sung-hyun Gun Kaitlyn Reclusado | Taekwondo               | Poomsae Paar                |
| Silber |                         |                             |
| William Modglin | Schwimmen               | 100 m Rücken                |
| David King | Schwimmen               | 200 m Rücken                |
| Mitchell Schott | Schwimmen               | 200 m Lagen                 |
| Julia Dennis | Schwimmen               | 50 m Freistil               |
| Cavan Gormsen | Schwimmen               | 400 m Freistil              |
| Genevieve Jorgenson | Schwimmen               | 1500 m Freistil             |
| Kennedy Noble | Schwimmen               | 50 m Rücken                 |
| Leah Shackley | Schwimmen               | 100 m Rücken                |
| Helen Noble | Schwimmen               | 200 m Rücken                |
| Lindsay Looney | Schwimmen               | 200 m Schmetterling         |
| Teagan O'Dell | Schwimmen               | 200 m Lagen                 |
| Teegan McGuire | Schwimmen               | 400 m Lagen                 |
| Ethan Gun | Taekwondo               | Kyorugi -54 kg              |
| Joshua Sollenberger Luke Sitz | Wasserspringen          | 3 m Synchronspringen        |
| Lanie Gutch Eliana Joyce | Wasserspringen          | 3 m Synchronspringen        |
| Vereinigte Staaten | Wasserspringen          | Team Award                  |
| Sophia McAfee Kaden Springfield | Wasserspringen          | 10 m Synchronspringen Mixed |
| Ryan Matulonis | Leichtathletik          | 400 m Hürden                |
| Joseph Gant Xavier Donaldson Ryan Matulonis Jake Palermo (Finale) Nayyir Newash-Campbell (Vorlauf)                                                                                        | Leichtathletik          | 4 × 400 m Staffel           |
| Abria Smith | Leichtathletik          | Kugelstoßen                 |
| Evelyn Bliss | Leichtathletik          | Speerwurf                   |
| Daniel Skillings Jaylon White Will Kuykendall Drew Perry Obi Agbim Andre Iguodala Isaac Williams Samson Aletan Cameron Carr Caden Powell                                                  | Basketball              | Männer                      |
| Jalynn Bristow Kenadee Winfrey Laci White Denae Fritz Kalysta Martin Clara Blacklock Sidney Love Bailey Maupin Jada Malone Deyona Gaston                                                  | Basketball              | Frauen                      |
| Nathan Tauscher Alexander Heenan Elias Liechty Hayden O’Hare Wade Sherlock Benjamin Larsen Charles Matthews Peter Castillo Gray Carson Trey Doten Noah Rowe Boden Brinkema Harper Gardner | Wasserball              | Männer                      |
| Lauren Steele Ana Pieper Llilian Gess Carly McMurray Katherine O’Dea Maile Turner Jenna Human Dania Innis Jailynn Robinson Alison Sagara Jacqueline Walters Natalie Stryker Josephine Niz | Wasserball              | Frauen                      |
| Avery Mack Brown Jackson Francis Hicke Chandler Piggé Nicholas Townsend | 3×3-Basketball          | Männer                      |
| Leann Drake Sydney Sullenberger Danielle Woodie | Bogenschießen           | Compoundbogen Mannschaft    |
| Bronze |                         |                             |
| Maxine Parker | Schwimmen               | 100 m Freistil              |
| Isabel Ivey | Schwimmen               | 200 m Freistil              |
| Michaela Mattes | Schwimmen               | 400 m Freistil              |
| Baylor Nelson | Schwimmen               | 200 m Freistil              |
| Baylor Nelson | Schwimmen               | 400 m Lagen                 |
| Ryan Erisman | Schwimmen               | 400 m Freistil              |
| Ryan Erisman | Schwimmen               | 800 m Freistil              |
| Daniel Diehl | Schwimmen               | 50 m Rücken                 |
| Daniel Diehl | Schwimmen               | 100 m Rücken                |
| Benjamin Delmar | Schwimmen               | 100 m Brust                 |
| Mason Laur | Schwimmen               | 200 m Schmetterling         |
| Sung-hyun Eric Gun | Taekwondo               | Poomsae Einzel              |
| Michael Rodriguez | Taekwondo               | Kyorugi -87 kg              |
| Kaitlyn Reclusado | Taekwondo               | Poomsae Einzel              |
| Hannah Keck | Taekwondo               | Kyorugi +73 kg              |
| Gahui Kim Lana Moraleda Kaitlyn Reclusado | Taekwondo               | Poomsae Mannschaft          |
| Luke Sitz | Wasserspringen          | 3 m Kunstspringen           |
| Vereinigte Staaten | Wasserspringen          | Team Award                  |
| Avery Giese | Wasserspringen          | 1 m Kunstspringen           |
| Lanie Gutch Kayleigh Clark | Wasserspringen          | 10 m Synchronspringen       |
| Maxwell Miller Eliana Joyce | Wasserspringen          | 3 m Synchronspringen Mixed  |
| Xavier Donaldson Zoey Goldstein Jake Palermo (Finale) Charlee Crawford (Finale) Paige Floriea (Vorlauf) Joseph Gant (Vorlauf)                                                             | Leichtathletik          | 4 × 400 m Mixed-Staffel     |
| Jaclyn Grisdale Cecelia Collins Talya Brugler Lee Volker | 3×3-Basketball          | Frauen                      |
| Anesia Glascoe Hannah Exline Marlee Wagstaff Elizabeth Becker | 3×3-Rollstuhlbasketball | Frauen                      |
| Jack Pierre Joseph Rafter Ryan Fitzpatrick Martrell Stevens | 3×3-Rollstuhlbasketball | Männer                      |
| Ella Lin | Badminton               | Dameneinzel                 |
| Alexis Durish Audrey Koenig | Beachvolleyball         | Frauen                      |
| Leah Brannon Tiara Dye Sabrina Gottschalk Ashley Johnson Katherine Myers Lindsey Troftgruben Ryleigh White Lilian Wilhelm Taylor Denger (Steuerfrau)                                      | Rudern                  | Achter                      |
| Patrick Hoopes | Turnen                  | Pauschenpferd               |

## Teilnehmer nach Sportarten

### 3×3-Rollstuhlbasketball
| Männer - Kelvin Chong - Ryan Ma - Samuel Li - Andre Chim - Arthur Lee - Andrew Yuan | Frauen - Natalie Chi - Veronica Yang - Ella Lin - Katelin Ngo - Xin Huang - Kyou Chou |

### Badminton
| Männer - Jack Pierre - Joseph Rafter - Ryan Fitzpatrick - Martrell Stevens | Frauen - Anesia Glascoe - Hannah Exline - Marlee Wagstaff - Elizabeth Becker |

### Basketball

#### Basketball
| Männer - Daniel Skillings - Jaylon White - Will Kuykendall - Drew Perry - Obi Agbim - Andre Iguodala - Isaac Williams - Samson Aletan - Cameron Carr - Caden Powell | Frauen - Jalynn Bristow - Kenadee Winfrey - Laci White - Denae Fritz - Kalysta Martin - Clara Blacklock - Sidney Love - Bailey Maupin - Jada Malone - Deyona Gaston |

#### 3×3-Basketball
| Männer - Avery Mack Brown - Jackson Francis Hicke - Chandler Piggé - Nicholas Townsend | Frauen - Jaclyn Grisdale - Cecelia Collins - Talya Brugler - Lee Volker |

### Beachvolleyball
| Männer - Gage Basey / Thomas Hurst | Frauen - Alexis Durish / Audrey Koenig |

### Bogenschießen
| Männer - Venugopal Kunnavakkam (Recurve) - Trenton Cowles (Recurve) - Alex Gilliam (Recurve) - Turner Nevitt (Compound) - Colton Green (Compound) - Ryan Booth (Compound) | Frauen - Eunice Choi (Recurve) - Catalina Gnoriega (Recurve) - Grace Lum (Recurve) - Sydney Sullenberger (Compound) - Leann Drake (Compound) - Danielle Woodie (Compound) |

### Fechten
| Männer - Reilly Brislawn (Degen) - Diego Calderon (Degen) - Logan Dieck (Degen) - Benjamin Kim (Degen) - Spencer Burke (Florett) - Conrad Lo (Florett) - Alexander Wu (Florett) - Aditya Jain (Florett) - Casper Mika (Säbel) - Kamar Skeete (Säbel) - Ethan Huang (Säbel) | Frauen - Christina Watrall (Degen) - Natalie Gebala (Degen) - Hania Hafeez (Degen) - Hiba Hafeez (Degen) - Katherine Kim (Florett) - Kyra Wu (Florett) - Zara Fearns (Säbel) - Chloe Fox-Gitomer (Säbel) |

### Judo
| Männer - Joshua Yang (Klasse bis 60 kg) - Matthew Bata (Klasse bis 66 kg) - Aaron Jen (Klasse bis 73 kg) - Johan Silot (Klasse bis 81 kg) - Jaxon Condella (Klasse bis 90 kg) - Rufus Ferguson (Klasse bis 100 kg) - Andrew Williams (Klasse über 100 kg) | Frauen - Kaycie Tanimoto (Klasse bis 48 kg) - Rebeca Vi Hong (Klasse bis 52 kg) - Marisol Torro (Klasse bis 57 kg) - Nancy Nguyen (Klasse bis 70 kg) - Sara Beberian (Klasse bis 78 kg) |

### Leichtathletik
| Männer - Dayton Brown - Luke Taylor - Jadon Spain - Christopher Serrao - Cameron Ponder - Harrison Witt - Trelee Banks - Owen Smith - Robert McManus - Jake Palermo - Nayyir Newash-Campbell - Ryan Matulonis - Kidus Begashaw - Darius Smallwood - Jaden Roskelley - Jack Rosner - Jacob Lemmon - Casey Helm - Dominic Nutter - David Friedberg - Marc Morrison - Jonathan Sims - Maddox Hamm - Conner McClure - Jason Swarens - Dylan Targgart - Joseph Gant - Xavier Donaldson | Frauen - Carly Wilkes - Emily Covert - Birgen Nelson - Emma Watcke - Margaret Liebich - Charlee Crawford - Jania Hodges - Shea Ruhly - Chloe Foerster - Tessa Buswell - Cierra Jackson - Angeludi Asaah - Kali Terza - Emma Robbins - Alaina Brady - Addison Berry - Madison Schmidt - Evelyn Bliss - Paige Floriea - Toriana Thomas - Julia Fixsen - Abria Smith - Zoey Goldstein |

### Rudern
| Männer Einer: - Nathan Damas Vierer ohne Steuermann: - Eli Bunn - Ewan Morrow - Jack Corliss - Jesse Ryno Mixed Doppelvierer: - Joseph Yeager - Jayden Dasher | Frauen Einer: - Ingrid Lofgren Doppelzweier: - Morgan Zahner - Annelise NorkitisZweier ohne Steuerfrau: - Mallory Sullivan - Anna Venditti Vierer ohne Steuerfrau: - Sophia Gruenling - Sarah Galligan - Jessica Schneider - Amari RandallAchter: - Leah Brannon - Tiara Dye - Sabrina Gottschalk - Ashley Johnson - Katherine Myers - Lindsey Troftgruben - Ryleigh White - Lilian Wilhelm - Taylor Denger (Steuerfrau) Mixed Doppelvierer: - Sarah Harper - Kathryn Zaloom |

### Schwimmen
| Männer - Daniel Diehl - William Modglin - Matthew Klinge - Kamal Muhammad - Nathaniel Germonprez - Benjamin Delmar - Camden Taylor - Matthew King - Carson Hick - Alex Enyeart - David King - Jack Dahlgren - Mason Laur - Benjamin Delmar - Joshua Bey - Jacob Mitchell - Owen West - Baylor Nelson - Owen McDonald - Mitchell Schott - Ryan Erisman - Daniel Baltes | Frauen - Leah Shackley - Helen Noble - Ella Welch - Emma Weber - Piper Enge - Julia Dennis - Maxine Parker - Kate Hurst - Genevieve Jorgenson - Lindsay Looney - Tess Howley - Katie Christopherson - Abigail Herscu - Cavan Gormsen - Isabel Ivey - Teagan O'Dell - Leah Hayes - Michaela Mattes - Caroline Larsen - Mila Nikanorov |

### Taekwondo
| Männer - Ethan Gun - Erick Chaparro - Cole Noretto - Justin Fredericks - Noah Shanafelt - Isaiah Young - Michael Rodriguez - Sung-hyun Eric Gun - Brian Choi - Bomin Kim - Anthony Do | Frauen - Hazel Della - Dahin Song - Logan Weber - Montana Miller - Jessica Gniedziejko - Chloe Chua - Brianne Usserman - Kaitlyn Reclusado - Hannah Keck - Gahui Kim - Lana Moraleda |

### Tennis
| Männer - Nicholas Godsick (Einzel, Doppel) - Trevor Svajda (Einzel) - Jerry Barton (Doppel, Mixed-Doppel) | Frauen - Kate Fakih (Einzel, Doppel) - Olivia Center (Einzel, Doppel, Mixed-Doppel) |

### Tischtennis
| Männer - Sid Naresh - Kai Zarehbin - Ved Sheth - Ryan Wu | Frauen - Angie Tan - Emily Tan - Joanna Sung - Anastasia Wang |

### Turnen

#### Gerätturnen
| Männer - Kai Uemura - Colt Walker - Alexandru Nitache - Tate Costa - Patrick Hoopes |

#### Rhythmische Sportgymnastik
| Frauen - Evita Griskenas - Sarah Mariotti |

### Volleyball
| Männer - Shan Aitken - Kobe Brown - Aidan Cuppett - Timothy Ennis - Micah Goss - Cameron Kosty - Nicolas Restrepo - Aidan Rigg - Aidan Schulten - Micah Tumas - Beck Weber - Lukas Winn | Frauen - Neomi Beach - Olivia Bennett - Isabel Clark - Ava Durgan - Kali Engeman - Maya Kitna - Tatum Lane - Lauren Lynch - Kylie Munday - Grace Oliva - Kennedy Osunsanmi - Baylea Sparks |

### Wasserball
| Männer - Nathan Tauscher - Alexander Heenan - Elias Liechty - Hayden O’Hare - Wade Sherlock - Benjamin Larsen - Charles Matthews - Peter Castillo - Gray Carson - Trey Doten - Noah Rowe - Boden Brinkema - Harper Gardner | Frauen - Lauren Steele - Ana Pieper - Llilian Gess - Carly McMurray - Katherine O’Dea - Maile Turner - Jenna Human - Dania Innis - Jailynn Robinson - Alison Sagara - Jacqueline Walters - Natalie Stryker - Josephine Niz |

### Wasserspringen
| Männer - Andrew Bennett - Kaden Springfield - Maxwell Weinrich - Dashiell Glasberg - Holden Higbie - Jacob Jones - Maxwell Miller - Luke Sitz - Joshua Sollenberger | Frauen - Kayleigh Clark - Taylor Fox - Sophia McAfee - Lanie Gutch - Katerina Hoffman - Avery Giese - Eliana Joyce - Violet Williamson |